# Ozarba africana
Ozarba africana är en fjärilsart som beskrevs av Emilio Berio 1940. Ozarba africana ingår i släktet Ozarba och familjen nattflyn. Inga underarter finns listade i Catalogue of Life.